# Ein Toter hing am Glockenseil (1964)
Ein Toter hing am Glockenseil (Originaltitel: La cripta e l’incubo) ist ein italienisch-spanischer Vampirfilm aus dem Jahr 1964 von Camillo Mastrocinque, teils in schwarzweiß und teils in Farbe. Das Drehbuch verfassten Tonino Valerii und Ernesto Gastaldi. Es beruht sehr lose auf der Novelle „Carmilla“ des irischen Schriftstellers Joseph Sheridan Le Fanu. In den Hauptrollen sieht man Christopher Lee, Adriana Ambesi und Ursula Davis. Seine Uraufführung erlebte das Werk am 27. Mai 1964 in Italien. In der Bundesrepublik Deutschland hatte es seine Kino-Premiere erst drei Jahre später, am 3. März 1967.  

## Handlung
Die Angehörigen derer zu Karnstein haben es schwer. Ein böser Fluch lastet über dem Adelsgeschlecht, nachdem ein Ahnherr im finsteren Mittelalter eine Hexe zum Tod auf dem Scheiterhaufen verurteilt hatte. Nun wird die Tochter des Schlossherrn von Angstträumen gequält; eine Nichte stirbt unter geheimnisvollen Umständen; ein buckliger Bettler besucht von Zeit zu Zeit das Schloss und gibt irre Prophezeiungen von sich; die Beschließerin veranstaltet in der Krypta Schwarze Messen, und auch der Schlossherr selbst scheint nicht ganz normal zu sein. Erst ein junger Gelehrter vermag dem Spuk ein Ende zu bereiten, indem er eine junge Dame, die gastweise auf dem Anwesen weilt, als Vampir entlarvt und durch einen Pfahlstoß ins Herz unschädlich macht.

## Kritik
Das Lexikon des internationalen Films bemerkt lapidar, bei dem Film handle es sich um einen „Gruselfilm von geringem Unterhaltungswert“. Der Evangelische Film-Beobachter kommt zu einer ähnlichen Einschätzung: „Eine verworren erzählte Gruselgeschichte minderer Qualität. Überflüssig für alle.“

## Weblink
- Ein Toter hing am Glockenseil bei IMDb